# Dahná
Dahná (arabsky صحراء الدهناء‎) je poušť ve střední části Arabského poloostrova, na kterém spojuje poušť Nafúd na severu a Rub al-Chálí na jihu. Je dlouhá přes tisíc kilometrů, ale její šířka nepřesahuje 80 kilometrů. Je považována za hranici regionů Nadžd a al-Ahsa. Poušť tvoří vysoké duny načervenalého písku s obsahem oxidů železa.

## Jeskyně
Pod pouštním povrchem se ve vápencovém podloží nachází rozsáhlé a složité krasové podzemní prostory s chodbami dlouhými až několik kilometrů. Beduíni některé z nich používali jako zdroje vody. Poprvé byly systematicky zkoumány v roce 1981.